# Hillsche Differentialgleichung (Dreikörperproblem)
Die Hillsche Differentialgleichung wurde von George William Hill (1838–1914) für Bahnberechnungen in der Astronomie entwickelt. Sie wird vor allem für Lösungen des Dreikörperproblems verwendet, aber auch bei Bewegungen von Teilchen in Synchrotronen.
Die Hillsche Gleichung stellt eine Vorstufe zu den kanonischen Gleichungen dar und arbeitet mit dimensionslosen Koordinaten und Massen, wodurch die Methodik einfacher und vielfältiger anwendbar wird.
Im Falle des Mehrkörperproblems der Himmelsmechanik – bei dem im Allgemeinen zwei Massen {\displaystyle M_{1}}, {\displaystyle M_{2}} stark dominieren – wird z. B. die Masseneinheit mit dem Produkt von ({\displaystyle M_{1}+M_{2}}) mal Gravitationskonstante gleichgesetzt. Was in Zeiten Hills das Ziel hatte, von den damals noch nicht genau bekannten Zahlengrößen des Sonnensystems (z. B. der Astronomischen Einheit) unabhängig zu werden, entpuppte sich auch als theoretischer Vorteil.
Die Masse des zweitgrößten Körpers (i. A. ein Planet) wird in die Gleichungen als Verhältnis zur Massensumme Sonne+Planet eingeführt, also {\displaystyle m=M_{2}/(M_{1}+M_{2})}.
Ferner wird das Koordinatensystem in das Baryzentrum (den Schwerpunkt von M1 und M2) gelegt und die x-Achse in deren Verbindungslinie. In der vereinfachten 2D-Schreibweise (bezogen auf die Bahnebene, also z = 0) lauten die Gleichungen:
{\displaystyle x''-2y'=(3-m/d^{3})x=dU/dx} und
{\displaystyle y''+2x'=-(m/d^{3})y=dU/dy},
wobei {\displaystyle U=3x^{2}/2+m/d} und {\displaystyle d^{2}=x^{2}+y^{2}}
(gestrichene Größen sind die ein- bzw. zweifache Ableitungen nach der Zeit). Demnach lassen sich die rechten Seiten der Gleichungen als partielle Ableitungen derselben Funktion U darstellen, was einen wesentlichen Vorteil der Hill-Gleichungen bedeutet.